# Noémie Lvovsky
Noémie Lvovsky (París, 14 de desembre de 1964) és una directora, guionista i actriu francèsa.
Va ser nominada una vegada al César a la millor actriu, una altra al millor director i set vegades al millor actriu secundària.

## Biografia

### Família
El seu cognom és d'origen polonès. Els seus avis paterns van marxar d'Odessa per fugir de l'antisemitisme. Per gust per la literatura francesa i pel resultat de l'afer Dreyfus, el seu avi va traslladar tota la seva família a un edifici de París. El seu pare va perdre tota la seva família en la deportació durant la Segona Guerra Mundial. La seva mare és d'origen tolosà. Va tenir un fill, Paolo, amb un psiquiatra.

### Formació
Després d'estudiar literatura, Noémie Lvovsky va seguir els cursos d'anàlisi cinematogràfica de Jean Douchet, una trobada decisiva. Després es va unir a La Fémis.
El 1988, va escriure i dirigir Dis-moi oui, dis-moi non, amb, entre d'altres, Valeria Bruni Tedeschi i Emmanuelle Devos. La trobada amb aquestes dues actrius va ser decisiva i va marcar l'inici d'una llarga sèrie de col·laboracions. Dis-moi oui, dis-moi non va guanyar el gran premi al Festival del Curtmetratge Europeu de Brest, així com el premi del jurat al Filmschoolfest Munich, i va ser seleccionat al 43è Festival Internacional de Cinema de Canes, a la secció paral·lela Perspectives du Cinéma Français.
El 1990, es va graduar a La Fémis, departament de guió.

### Directora i guionista
Col·labora com a guionista, directora de càsting i guionista amb Arnaud Desplechin i participa notablement en l'escriptura de La Vie des morts (1991) i de La Sentinelle (1992).
Noémie Lvovsky va escriure i dirigir el seu primer llargmetratge, Oublie-moi, amb Valeria Bruni Tedeschi i Emmanuelle Devos el 1995. La pel·lícula va ser guardonada amb el Premi al Millor Guió al Festival Internacional de Cinema de Tessalònica i el Gran Premi del Jurat al Festival Internacional de Cinema de Belfort. Després va col·laborar amb Philippe Garrel en l'escriptura de la seva pel·lícula Le Cœur fantôme en 1996.
El 1997, va escriure i dirigir la pel·lícula de televisió Petites per a Arte i després va començar la seva col·laboració amb Florence Seyvos, que continuaria treballant amb ella el guió de cadascuna de les seves pel·lícules.
El seu tercer llargmetratge, La vie ne me fait pas peur, que va escriure i dirigir, es va estrenar el 1999. La pel·lícula va guanyar el Premi Jean-Vigo i el Leopard de Plata al Festival Internacional de Cinema de Locarno. L'any 2000, va ser guardonada amb el premi France Culture al millor director de l'any al Festival de Canes per aquesta pel·lícula.
El 2002, Noémie Lvovsky va coescriure el primer llargmetratge de Valeria Bruni Tedeschi, Il est plus facile pour un chameau.... L'any següent, va escriure i dirigir Les Sentiments,. La pel·lícula va ser un èxit als cinemes, va guanyar el premi Louis-Delluc i va ser nominada al César a la millor pel·lícula el 2004. Després va estrenar, el 2007, 'Faut que ça danse!, el seu quart llargmetratge.
L'any 2012, la sisena pel·lícula de Noémie Lvovsky, Camille redouble, que va escriure, dirigir i en la qual va interpretar el paper principal, va tancar la Quinzena de Cineastes a Cannes on va guanyar el Premi SACD. Camille redouble va rebre el premi Variety Piazza Grande al Festival Internacional de Cinema de Locarno el mateix any i tretze nominacions durant la cerimònia del César de 2013, incloses les al millor pel·lícula, millor director i millor actriu.
Està treballant de nou amb Valeria Bruni Tedeschi en l'escriptura d’Un château en Italie i és seleccionada en competició oficial al 66è Festival Internacional de Cinema de Canes. El 2014, va adaptar amb Valeria Bruni Tedeschi l'obra d'Anton Txèkhov, Les tres germanes, per a televisió. La pel·lícula s'emet a Arte, al programa Collection Théâtre.
Per a la cloenda del Festival Paris en toutes lettres, la Maison de la Poésie acull Noémie Lvovsky i Gaëtan Roussel, que van escriure la música original de Camille redouble , per un Concert Literari a dues veus. El 2014, va escriure amb Florence Seyvos el guió de Demain et tous les autres jours.
El 2015, va rebre el premi d'actuació per Rosalie Blum al Festival de Cinema de Sarlat. El mateix any, va fer una gira sota la direcció de Catherine Corsini a La Belle Saison i va ser nominada als Césars 2016 en la categoria millor actriu secundària.
El 2015, va rebre el premi a la millor narrativa francesa al prix du Syndicat français de la critique 2015, per Les Trois Sœurs.
Va rebre el premi SACD de Cinema el 2018.

### Actriu
Paral·lelament a la seva carrera com a guionista i directora, va començar la seva carrera com a actriu a Ma femme est une actrice d’Yvan Attal l'any 2001. Per aquesta interpretació, va obtenir la seva primera nominació al César a la millor actriu secundària.
El 2004, va trobar Arnaud Desplechin, aquesta vegada com a actriu, a Rois et reine. Va rodar per a Emmanuelle Bercot a Backstage el 2005 i es va reunir amb Valeria Bruni Tedeschi per a l'escriptura dActrices' ' (2007), en el qual també va actuar.
També va actuar a L'Apollonide : Souvenirs de la maison close de Bertrand Bonello, presentada a la Secció Oficial durant el 64è Festival Internacional de Cinema de Canes. És per aquest paper, nominada per cinquena vegada a la categoria de millor actriu secundària als premis César. El 2011, va aparèixer a L'Amour, la mort, les fringues, obra dirigida per Danièle Thompson al théâtre Marigny. Noémie Lvovsky també va treballar amb Delphine i Muriel Coulin ar Dix-sept Filles (2011), amb Julie Delpy a Le Skylab (2012),  i amb Benoît Jacquot a L'adeu a la reina (2012).
Ha continuat actuant a My Old Lady (2014) d’Israël Horovitz, amb Kevin Kline i Maggie Smith, a Les Jours venus de Romain Goupil (2014), La Belle Saison de Catherine Corsini (2014), Comme un avion de Bruno Podalydès (2014) i a la sèrie d’Arte Ainsi soient-ils de Rodolphe Tissot (2014).

### Compromisos
Noémie Lvovsky és una de les 66 cineastes que van signar el manifest demanant la desobediència civil contra les « lleis Pasqua-Debré » el 1997.
Ella es defineix com políticament "a l'esquerra".

## Filmografia

### Directora
Llargmetratges
- 1994 : Oublie-moi
- 1997 : Petites (telefilm)
- 1999 : La vie ne me fait pas peur
- 2003 : Les Sentiments
- 2007 : Faut que ça danse !
- 2012 : Camille redouble

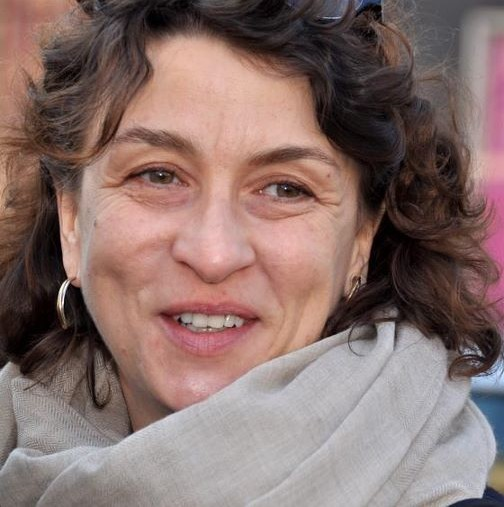
Noémie Lvovsky al menjar dels nominats a la 37a cerimònia dels Premis César.

- 2017 : Demain et tous les autres jours
- 2022 : La Grande Magie

Curtmetratges
- 1986 : La Belle
- 1987 : Une visite
- 1989 : Dis-moi oui, dis-moi non
- 1990 : Embrasse-moi

### Guionista
- 1989 : Dis-moi oui, dis-moi non de Noémie Lvovsky (curtmetratge)
- 1990 : Embrasse-moi de Noémie Lvovsky (curtmetratge)
- 1992 : La Sentinelle d'Arnaud Desplechin (adaptació)
- 1994 : Oublie-moi de Noémie Lvovsky
- 1996 : Le Cœur fantôme de Philippe Garrel (diàleg - guió)
- 1996 : Clubbed to Death (Lola) de Yolande Zauberman
- 1997 : Petites de Noémie Lvovsky (telefilm)
- 1999 : La vie ne me fait pas peur de Noémie Lvovsky
- 2003 : Les Sentiments de Noémie Lvovsky
- 2003 : Il est plus facile pour un chameau... de Valeria Bruni Tedeschi
- 2007 : Actrices de Valeria Bruni Tedeschi
- 2007 : Faut que ça danse ! de Noémie Lvovsky
- 2012 : Camille redouble de Noémie Lvovsky
- 2013 : Un château en Italie de Valeria Bruni Tedeschi
- 2015 : Les Trois Sœurs de Valeria Bruni Tedeschi, telefilm
- 2017 : Demain et tous les autres jours de Noémie Lvovsky
- 2018 : Les Estivants de Valeria Bruni Tedeschi
- 2022 : La gran joventut de Valeria Bruni Tedeschi

### Actriu

#### Cinema
- 2001 : Ma femme est une actrice d'Yvan Attal : Nathalie
- 2002 : Ah ! si j'étais riche de Gérard Bitton et Michel Munz : Claire
- 2003 : France Boutique, de Tonie Marshall : Monique
- 2004 : Illustre Inconnue de Marc Fitoussi : la germana (curtmetratge)
- 2004 : Rois et Reine d'Arnaud Desplechin : Élizabeth
- 2005 : L'un reste, l'autre part de Claude Berri : Nicole
- 2005 : Backstage d'Emmanuelle Bercot : Juliette
- 2006 : Le Grand Appartement de Pascal Thomas : Charlotte Falingard
- 2006 : L'École pour tous d'Eric Rochant : Krikorian
- 2007 : Actrices de Valeria Bruni Tedeschi : Nathalie
- 2007 : Un cœur simple de Marion Laine : Nastasie
- 2008 : Coco de Gad Elmaleh : Brigitte
- 2009 : Les Beaux Gosses de Riad Sattouf : la mare d'Hervé
- 2010 : Ensemble nous allons vivre une très, très grande histoire d'amour... de Pascal Thomas
- 2010 : Copacabana de Marc Fitoussi : Suzanne
- 2010 : Bus Palladium de Christopher Thompson : psy militaire
- 2010 : Les Mains libres de Brigitte Sy : Rita
- 2011 : L'Apollonide - Souvenirs de la maison close de Bertrand Bonello : Marie-France
- 2011 : Présumé Coupable de Vincent Garenq : Édith Marécaux
- 2011 : Le Skylab de Julie Delpy : Tante Monique
- 2011 : Dix-sept Filles de Delphine i Muriel Coulin : Infirmière scolaire
- 2012 : Les Adieux à la reine de Benoît Jacquot : Madame Campan
- 2012 : À moi seule de Frédéric Videau : Sabine, la mère
- 2012 : Camille redouble d'elle-même : Camille Vaillant
- 2012 : Adieu Berthe de Bruno Podalydès : la pleureuse
- 2013 : Chez nous c'est trois ! de Claude Duty : Jeanne Millet
- 2013 : Jacky au royaume des filles de Riad Sattouf : Tata
- 2014 : Week-ends d'Anne Villacèque : Sylvette
- 2014 : Tristesse Club de Vincent Mariette : Rebecca
- 2014 : My Old Lady d'Israel Horovitz : Plantilla:Dr Florence Horowitz
- 2014 : Tiens-toi droite de Katia Lewkowicz : Sam
- 2015 : Les Jours venus de Romain Goupil : la productora
- 2015 : Comme un avion de Bruno Podalydès la veïna de l'ascensor
- 2015 : La Belle Saison de Catherine Corsini : Monique
- 2016 : Rosalie Blum de Julien Rappeneau : Rosalie
- 2016 : Chocolat de Roschdy Zem : Madame Delvaux
- 2016 : Willy 1er de Marielle Gautier, Hugo P. Thomas, Ludovic i Zoran Boukherma : Catherine
- 2017 : Demain et tous les autres jours d'elle-même : Madame Zasinger
- 2017 : Basada en fets reals de Roman Polanski : el comissari de l'exposició
- 2018 : Un peuple et son roi de Pierre Schoeller : Solange
- 2018 : Les Estivants de Valeria Bruni Tedeschi : Nathalie
- 2018 : Les Invisibles de Louis-Julien Petit : Hélène
- 2019 : Deux Fils de Félix Moati : Magalie
- 2019 : Play de Anthony Marciano : la mère de Max
- 2020 : Filles de joie de Frédéric Fonteyne i Anne Paulicevich : Dominique
- 2020 : La Bonne Épouse de Martin Provost : Marie -Thérèse
- 2020 : À cœur battant de Keren Ben Rafael : Chantal
- 2021 : Teddy de Zoran Boukherma i Ludovic Boukherma : Ghislaine
- 2021 : Le Trésor du Petit Nicolas de Julien Rappeneau : Madame Bouillaguet
- 2021 : Viens je t'emmène d'Alain Guiraudie : Isadora
- 2022 : L'Envol de Pietro Marcello : Adeline
- 2022 : La Grande Magie d'elle-même : Zaïra
- 2023 : Youssef Salem a du succès de Baya Kasmi : Lise
- 2023 : Jeanne du Barry de Maïwenn : la comtesse de Noailles
- 2023 : Mamina de Massimo Riggi (court-métrage)[3]
- 2023 : La Fille de son père de Erwan Le Duc : La maire
- 2024 : Madame de Sévigné d'Isabelle Brocard : Madame de La Fayette
- 2024 : Bis Repetita d'Emilie Noblet : Christine
- 2024 : Nice Girls de Noémie Saglio

#### Televisió
- 2011 : Bouquet final de Josée Dayan
- 2015 : Ainsi soient-ils (saison 3) de Rodolphe Tissot
- 2017 : Paris, etc. de Zabou Breitman
- 2018 : Nox (sèrie de televisió) de Mabrouk el Mechri
- 2018 : Les Impatientes (minisèrie) de Jean-Marc Brondolo[4]
- 2020 : Si tu vois ma mère de Nathanaël Guedj : Monique
- 2020 : La Flamme (sèrie de televisió, Canal+)
- 2023 : Sambre de Jean-Xavier de Lestrade : Arlette Caruso

#### Directora de càsting
- 1991 : La Vie des morts d'Arnaud Desplechin
- 1992 : La Sentinelle d'Arnaud Desplechin

#### Websèries
- 2017 : Loulou, épisode 2 Les Parents : la mare de Loulou

## Teatre
- 2011 : L'amour, la mort, les fringues de Nora i Delia Ephron, adaptació i direcció per Danièle Thompson, théâtre Marigny
- 2020 : Avant la retraite de Thomas Bernhard, direcció Alain Françon, théâtre de la Porte-Saint-Martin
- 2023 : Vidéo Club de Sébastien Thiéry, direcció Jean-Louis Benoît, théâtre Antoine